# Habromys
Habromys är ett släkte av däggdjur. Habromys ingår i familjen hamsterartade gnagare.

## Beskrivning
Arterna når en kroppslängd (huvud och bål) mellan 8 och 14 cm samt en svanslängd av 9 till 15 cm. Pälsen är på ovansidan gråbrun till svartbrun och buken har en ljusare till vitaktig färg. Släktet skiljer sig genom olikartad konstruerade fortplantningsorgan från andra gnagare. Utbredningsområdet sträcker sig från Mexiko till El Salvador. Habitatet utgörs av molnskogar och andra fuktiga skogar i bergstrakter.
Arter enligt Catalogue of Life:
- Habromys chinanteco
- Habromys lepturus
- Habromys lophurus
- Habromys simulatus

Wilson & Reeder (2005) listar ytterligare 2 arter i släktet, Habromys delicatulus och Habromys ixtlani. IUCN listar sju arter och klassificerar nästan alla som akut hotad eller starkt hotad, bara Habromys lepturus listas som nära hotad.
Under 2005 beskrevs ytterligare en art, Habromys schmidlyi.